# Aufgabenmonismus
Aufgabenmonismus bezeichnet eine in einigen deutschen Bundesländern gewählte Form der  öffentlichen Verwaltung auf kommunaler Ebene.
Dem monistischen Modell steht der traditionell in Deutschland und auch heute noch in vielen Bundesländern geltende dualistische Aufgabenkreis gegenüber. Nach diesem wird zwischen Selbstverwaltungs- und Auftragsangelegenheiten unterschieden. Die Selbstverwaltungsangelegenheiten sind solche, die im eigenen Wirkungskreis der Gemeinde wahrgenommenen werden. Dabei handelt es sich um die Angelegenheiten der örtlichen Gemeinschaft. Die Auftragsangelegenheiten sind hingegen diejenigen im übertragenen Wirkungskreis. Sie sind im Gegensatz zu den eigenen Angelegenheiten überörtlicher Natur. Der Staat bedient sich hier nur der Gemeinden zur Durchführung der staatlichen Aufgaben.
Wegen der Abgrenzungsschwierigkeiten zwischen den beiden Selbstverwaltungs- und den Auftragsangelegenheiten ist dieser Aufgabendualismus auf Kritik gestoßen. In Anlehnung an den sogenannten Weinheimer Entwurf der Innenminister in Zusammenarbeit mit den kommunalen Spitzenverbänden von 1948 wurde daher in einigen Bundesländern diese dualistische Differenzierung aufgegeben und durch einen einheitlichen Bereich der Gemeindeaufgaben ersetzt.
Der Aufgabenmonismus gilt heute nur in einigen Bundesländern:
- Baden-Württemberg (§ 2 GemO BW)
- Brandenburg (§ 2 BbgKVerf)
- Hessen (§§ 2 ff. HGO)
- Nordrhein-Westfalen (§§ 2f. GO NRW)
- Sachsen (§ 2 SächsGO)
- Schleswig-Holstein (§§ 2ff. GO SH)

Die Gemeinden sind danach in ihrem Gebiet der alleinige Träger der öffentlichen Verwaltung (Art. 78 Abs. 2LVerf NW). Alle Aufgaben im Gemeindegebiet werden grundsätzlich von der Gemeinde allein und in eigener Verantwortung wahrgenommen, soweit die Gesetze nichts anderes bestimmen. Die Gemeinden können aber auch nach diesem Modell zur Erfüllung bestimmter Aufgaben verpflichtet werden. Diese sog. Pflichtaufgaben könne auch zur Erfüllung nach Weisung auferlegt werden (sog. Weisungsaufgaben).
Es wird damit also auch nach dem monistischen Modell zwischen verschiedenen Arten der Aufgaben unterschieden, nämlich den freien Aufgaben, den Pflichtaufgaben und den Weisungsaufgaben. 
Da die freien Aufgaben und die Pflichtaufgaben sich mit den traditionellen Selbstverwaltungsaufgaben weitgehend decken (auch dort wird zwischen freiwilligen und pflichtigen Selbstverwaltungsaufgaben unterschieden) wird angeführt, dass die Weinheimer Konzeption gegenüber dem dualistischen Modell keine grundsätzliche Neuerung bringt. Nach der Ansicht von Befürwortern des Aufgabenmonismus führt dieser aber zumindest zu einer rechtlichen Präzisierung und Verschiebung zugunsten der Gemeinden.